# پشت‌تاژکان
One view of the great kingdoms and their stem groups.
پشت‌تاژکان (Opisthokonta) گروه بزرگی از یوکاریوت‌ها هستند که شامل فرمانروهای جانوران و قارچ‌ها می‌شوند.